# A Collection: Greatest Hits…and More
A Collection: Greatest Hits…and More — четвёртый сборник лучших хитов американской певицы Барбры Стрейзанд, выпущенный в 1989 году. На сборнике представлено десять песен из предыдущих альбомов, а также две новые: «We’re Not Makin’ Love Anymore» и «Someone That I Used to Love», обе они были выпущены в качестве синглов.
Исполнительными продюсерами стали Стрейзанд, Чарльз Коппельман и Петер Мац. Критики довольно прохладно отнеслись к очередному сборнику певицы. В США альбом поднялся до 26 места в чарте Billboard 200, а также получил две платиновых сертификации и более чем два миллиона проданных копий. Также альбом занял первое место в чартах Швеции и Норвегии.

## Список композиций
| №                   | Название                                                     | Автор(ы)                                         | {{{extra_column}}}                    | Длительность |
| ------------------- | ------------------------------------------------------------ | ------------------------------------------------ | ------------------------------------- | ------------ |
| 1.                  | «We’re Not Makin’ Love Anymore»                              | Michael Bolton Diane Warren                      | Narada Michael Walden                 | 5:33         |
| 2.                  | «Woman in Love» (из альбома Guilty, 1980)                    | Barry Gibb Robin Gibb                            | B. Gibb Albhy Galuten Karl Richardson | 3:51         |
| 3.                  | «All I Ask of You» (из альбома Till I Loved You, 1988)       | Andrew Lloyd Webber Charles Hart Richard Stilgoe | Phil Ramone                           | 4:01         |
| 4.                  | «Comin’ In and Out of Your Life» (из альбома Memories, 1981) | Richard Parker Bobby Whiteside                   | Webber                                | 4:09         |
| 5.                  | «What Kind of Fool» (with Barry Gibb) (из альбома Guilty)    | B. Gibb Galuten                                  | B. Gibb Galuten Richardson            | 4:07         |
| 6.                  | «The Main Event/Fight» (из альбома The Main Event, 1979)     | Paul Jabara Bruce Roberts Bob Esty               | Esty                                  | 4:54         |
| 7.                  | «Someone That I Used to Love»                                | Gerry Goffin Michael Masser                      | Masser                                | 4:21         |
| 8.                  | «By the Way» (из альбома Lazy Afternoon, 1975)               | Barbra Streisand Rupert Holmes                   | Jeffrey Lesser Holmes                 | 2:56         |
| 9.                  | «Guilty» (with Barry Gibb) (из альбома Guilty)               | B. Gibb R. Gibb Maurice Gibb                     | B. Gibb Galuten Richardson            | 4:23         |
| 10.                 | «Memory» (из альбома Memories)                               | Webber T. S. Eliot Trevor Nunn                   | Webber                                | 3:55         |
| 11.                 | «The Way He Makes Me Feel» (из альбома Yentl, 1983)          | Alan Bergman Marilyn Bergman Michel Legrand      | Ramone Dave Grusin                    | 4:11         |
| 12.                 | «Somewhere» (из альбома The Broadway Album, 1985)            | Leonard Bernstein Stephen Sondheim               | David Foster                          | 4:55         |
| Общая длительность: | Общая длительность:                                          | Общая длительность:                              | Общая длительность:                   | 51:16        |

## Позиции в хит-парадах и коммерческие показатели
| Чарт (1989/1990)                 | Высшая позиция  |
| -------------------------------- | --------------- |
| Австралия (ARIA)                 | 22              |
| Австралия (KMR)                  | 16              |
| Канада (RPM Top Albums/CDs)      | 59              |
| Нидерланды (Album Top 100)       | 10              |
| Новая Зеландия (RMNZ)            | 40              |
| Великобритания (UK Albums Chart) | 22              |
| США (Billboard 200)              | 26              |
| Чарт (1997)                      | Пиковая позиция |
| Бельгия/Валлония (Ultratop)      | 49              |
| Норвегия (VG-lista)              | 1               |
| Швеция (Sverigetopplistan)       | 1               |
| Чарт (2005)                      | Пиковая позиция |
| Испания (PROMUSICAE)             | 83              |

| Хит-парад (1989)             | Позиция |
| ---------------------------- | ------- |
| Нидерланды (Jaaroverzichten) | 76      |

| Регион | Сертификация  | Продажи    |
| --- | ------------- | ---------- |
| Австралия (ARIA) | Платиновый    | 70 000^    |
| Канада (Music Canada) | 2× Платиновый | 200 000^   |
| Финляндия (Musiikkituottajat)                                                                                            | Платиновый    | 42,348     |
| Франция (SNEP) | Платиновый    | 300,000    |
| Норвегия (IFPI Norway)                                                                                                   | Платиновый    | 50 000*    |
| Швеция (GLF) | Золотой       | 50 000^    |
| Великобритания (BPI) | Золотой       | 100 000^   |
| США (RIAA) | 2× Платиновый | 2 000 000^ |
| * Данные о продажах приведены только на основе сертификации. ^ Данные о тиражах приведены только на основе сертификации. |               |            |